# Werner Holzwarth
Werner Holzwarth (* 1947 in Winnenden) ist ein deutscher Kinderbuchautor und ehemaliger Hochschullehrer. Er war Professor der visuellen Kommunikation an der Bauhaus-Universität in Weimar.

## Werdegang
Werner Holzwarth wurde in Winnenden bei Stuttgart geboren, besuchte dort die Schule und studierte anschließend an der HdK in Berlin. Ab 1973 arbeitete er als Texter, später als Creative Group Head bei den Werbeagenturen BBDO, Ogilvy und McCann-Erickson. Von 1980 bis 1982 war er in Südamerika als freier Journalist unter anderem für Stern, Spiegel und Die Zeit tätig. Nach seiner Rückkehr nach Deutschland arbeitete er erneut in der Werbung als Creative Director bei TBWA und Ogilvy. Außerdem wurde er Mitglied im Art Director’s Club Deutschland, bei dessen Wettbewerben er verschiedene Preise (Nägel) und Auszeichnungen erhielt.
Im Jahr 1989 erschien sein Kinderbuch Vom kleinen Maulwurf, der wissen wollte, wer ihm auf den Kopf gemacht hat mit Illustrationen von Wolf Erlbruch, das in 42 verschiedene Sprachen übersetzt wurde und weltweit eine Auflage von 4,5 Millionen erreichte. 1999 setzte er die Geschichte vom kleinen Maulwurf als Musical um und erhielt dafür den Medienpreis der deutschen Musikschulen „Gute Musik für Kinder“.
Holzwarth machte sich 1990 mit zwei Partnern selbstständig und gründete eine Werbeagentur (Tostmann, Domann, Holzwarth), die ein Jahr später mit dem Titel Newcomer-Agentur des Jahres (Econ Award) ausgezeichnet wurde.
Von 1995 bis 2012 war er Professor für Visuelle Kommunikation (Schwerpunkt Konzeption, Text-Bild) an der Bauhaus-Universität Weimar. Seit April 2012 ist er als Kinderbuchautor tätig. 2021 erhielt er den Wildweibchenpreis der Stadt Reichelsheim.
Er war Kandidat in dem am 28. Mai 2023 gesendeten Überraschungs-Special von Wer wird Millionär? und gewann dort 32.000 Euro.
Holzwarth lebt in Frankfurt am Main.

## Uni-Projekte/Ausstellungen
- 1998 Ausstellung – Goethe-Institut Weimar, Arbeiten aus dem Projekt „Kollektive Bilder.“
- 2000 Ausstellung – Design Zentrum Stuttgart, Arbeiten aus dem Projekt „Das Hudson-Projekt.“
- 2001 Ausstellung – Wanderausstellung durch Thüringen, La Paz, Bolivien, Projekt: „In Gottes Namen.“
- 2001 Ausstellung – ACC Galerie Weimar, Arbeiten aus dem Projekt „Der Lustschuber“
- 2003 Aufnahme in die Ehrenrubrik – Spiegel Online, Projekt: „Deutschland im Herbst.“ Spiegel
- 2004 Aufnahme in die Ehrenrubrik – Spiegel Online, Projekt: „Opfer.“ Spiegel
- 2004 – heute  Nationale Wanderausstellung – Projekt: „Opfer – Kampagnen für den Weisser Ring e. V.“
- 2005 Ausstellung – ART Frankfurt 2005 – Projekt: „Das Böse.“
- 2005 Aufnahme in die Ehrenrubrik – Spiegel Online, Projekt: „Das Böse.“ Spiegel
- 2010 Ausstellung – Galerie Vayhinger Radolfzell, Arbeiten aus dem Projekt „b.free – Kampagnen gegen den Alkoholmissbrauch bei Jugendlichen“
- 2011 Ausstellung – Werbeagentur Scholz&friends, Berlin, Arbeiten aus dem Projekt „Schland“
- 2011 Aufnahme in die Ehrenrubrik – Spiegel Online: Wo wohnt das Böse im Schland? 9. Mai 2011.

## Veröffentlichungen
- mit Wolf Erlbruch (Illustrator): Vom kleinen Maulwurf, der wissen wollte, wer ihm auf den Kopf gemacht hat. Hammer, Wuppertal 1989, ISBN 3-87294-779-6.
- „Ich heisse José und bin ziemlich okay!“ Drei Geschichten von José, dem Reifenflicker. Mit Werkstatt Yatiyawi (La Paz), Hammer, Wuppertal 1996, ISBN 3-87294-731-1.
- mit Christina Bretschneider: Fünf Kinder hatte Mama Maus. Tivola, Berlin 2000, ISBN 3-934789-24-2.
- Die Angst der Maus im dunklen Haus. Tivola, Berlin 2001, ISBN 3-934789-45-5.
- Mäuschen klein und ganz allein. Tivola, Berlin 2001, ISBN 3-934789-78-1.
- Die Rache des Hans-Heinerich.  Sprecher: Ben Becker, Dirk Bach, Ingo Insterburg, Hörspiel, CD, Fischer-Sauerländer audio, Frankfurt am Main 2003, ISBN 3-8398-4515-7.
- Vom kleinen Maulwurf, der wissen wollte, wer ihm auf den Kopf gemacht hat, und wie die Geschichte weitergeht, Die Rache des Hans-Heinerich. 2 CDs, Patmos, Düsseldorf 2005, ISBN 3-491-24114-6.
- Ganz schön schlau, die dumme Sau. Terzion, München 2007, ISBN 978-3-89835-866-8.
- mit Henning Löhlein (Illustrator): Ich liebe Du. Hoffmann und Campe, Hamburg 2009, ISBN 978-3-455-38057-6.
- Kleeorg und Kleeopatra. Eine Geschichte vom Glück. Illustriert von Henning Löhlein. Bajazzo, Zürich 2011, ISBN 978-3-905871-24-1 (Das Kinderbuch erschien bisher in 12 Dialektversion).[2]
  - Kleeorg un Kleeopatra: Ein Geschicht von`t Glück. Up Plattdütsch von Wolfgang Mahnke, Hinstorff, Rostock 2014, ISBN 978-3-356-01828-8 (plattdeutsch).
  - Der Klieenaad un et Kliesbeth: Ene Veräll vum Glöck. Auf Rheinländisch von Alice Herrwegen. Klartext, Essen 2014, ISBN 978-3-8375-1122-2 (ripuarisch).
  - Klaoverich un Klaoverita: En Vertellsel van´t Glück. Up Westfäölsk van Hannes Demming. Klartext, Essen 2014, ISBN 978-3-8375-1123-9 (westfälisch).
  - Kleeorch un Kleeopatra: Eine Geschichte von Massel haben. Auf Ruhrdeutsch von Claus Sprick. Klartext, Essen 2014, ISBN 978-3-8375-1124-6 (ruhrdeutsch).
  - Kleeorg ond Kleeopatgra: ´s Glick isch a Rendvieh, uff Schwäbisch. Silberburg, Tübingen / Karlsruhe 2014, ISBN 978-3-8425-1288-7 (schwäbisch).
  - Kleeorg un Kleeopatra: Ä Gschicht vum Glick. Uff Alemannisch vum „Hämme“ Helmut Dold. Silberburg, Tübingen / Karlsruhe 2014, ISBN 978-3-8425-1290-0 (alemannisch).
  - Kleeorg un Kleeopatra: Oifach Glück ghabt. Uff Badisch. Silberburg, Tübingen / Karlsruhe 2014, ISBN 978-3-8425-1292-4 (badisch).
  - Kleernstl und Kleeronika: A Gschichterl vom Gligg. Auf Boarisch vom Huber Gerald. Volk, München 2014, ISBN 978-3-86222-132-5 (bairisch).
  - Gleeorch und Gleeobadra: A Gschichdla vum Gligg. Aff Fränggisch von Florian Hartmann. Volk, München 2014, ISBN 978-3-86222-133-2 (ostfränkisch).
  - Kleemil und Kleemilie: E herrlisch Geschicht vom Glick. Uff Hessisch von Badesalz (Henni Nachtsheim und Gerd Knebel). CoCon, Hanau 2014, ISBN 978-3-86314-259-9 (neuhessisch).
  - Gleeorg un Gleeobadra: Eene Geschischde vom Gligg. Off Säggsch (Übersetzt von Karin B. Köhler). Mitteldeutscher Verlag, Halle (Saale) 2014, ISBN 978-3-95462-250-4 (sächsisch).
  - Kleemil und Kleeopatra. Eene Jeschichte vom Glück. Uff Berlinisch (Übersetzt Horst Meyer). Edition q im be.bra, Berlin 2014, ISBN 978-3-86124-683-1 (berlinerisch).
- Kleiner Riese, großer Zwerg, Hammer, Wuppertal 2011, ISBN 978-3-7795-0354-5.
- Ich wär so gern … dachte das Erdmännchen, Gerstenberg, Hildesheim 2012, ISBN 978-3-8369-5443-3.
- mit Theresa Strozyk (Illustrationen): Mag ich! Gar nicht! Ein Reim- und Magenbilderbuch. Klett Kinderbuch, Leipzig 2015, ISBN 978-3-95470-116-2.
- mit Lilli L’Arronge (Illustrationen): Leise pieselt das Reh: altes Liedgut frisch aufgepoebelt, Klett Kinderbuch, Leipzig (September) 2015, ISBN 978-3-95470-124-7.
- mit Daniela Kulot (Illustrationen): Darf der das?, HaBa, Bad Rodach, ISBN 978-3-86914-127-5.
- ABC – im Klo stand mal ein Reh. Illustrationen Lilli L´Arronge. Klett Kinderbuch, ISBN 978-3-95470-173-5.
- Sag mal Danke, du Frosch! Illustrationen Daniela Kulot. Thienemann, ISBN 978-3-522-45841-2.
- Guck mal, wie die gucken! Illustration: Stefanie Jeschke. Thienemann, ISBN 978-3-522-45835-1.
- Schlamingo und Fein. Illustration: Stefanie Jeschke. haba, ISBN 978-3-86914-209-8.
- Vom kleinen Maulwurf, der wissen wollte, wer ihm auf den Kopf gemacht hat & Die Rache des Hans-Heinerich, Sauerländer audio, ISBN 978-3-8398-4904-0.
- Der Grüffelo, schwäbische Dialektversion, Beltz & Gelberg, ISBN 978-3-407-82371-7.
- Der kleine Käfer Skarabäus. Illustration: Sabine Kranz, ISBN 978-3-522-45890-0.
- Angst vor gar nix? Illustration: Daniel Kratzke, ISBN 978-3-95470-203-9.
- Mein JIMMY. Illustration: Mehrdad Zaeri, ISBN 978-3-86429-420-4.
  - ausgezeichnet im Mai 2019 mit dem Luchs des Monats[3]
- Der Sonnenkönig. Illustration: Günther Jakobs, ISBN 978-3-522-45876-4.
- Mein Freund Fred. Illustration: Catharina Westphal, ISBN 978-3-522-45875-7.
- Der große Plan. Illustration: Sabine Kranz, ISBN 978-3-9820133-5-0.
- Der Winter des Eichhörnchens. Illustration: Mehrdad Zaeri, ISBN 978-3-8369-6169-1.
- Die Superkrabbler. Illustration: Dorota Wünsch, ISBN 978-3-8369-6202-5.
- Eine Hundfahrt quer durch Deutschland.  Illustration: Sabine Wiemers ISBN 978-3-629-00953-1.
- Der tierisch tolle Tierkalender 2025. Illustration: Sabine Wiemers EAN 4260308345166.
- Von träumenden Schafen und schmunzelnden Krähen. Illustration: Sabine Wiemers ISBN 978-3-629-00989-0.
- Croac la rana mas feliz del mundo. Illustration Emilio Urberuaga ISBN 978-84-18821-68-4.
- El Gigante enano y el enano gigante. Illustration Roger Olmos. ISBN 978-84-18821-81-3.
- El Gegant nan i el Nan gegant. Illustration Roger Olmos. ISBN 978-84-18821-82-0.